# PVF Football Academy
El Fondo de Promoción de la Academia de Fútbol de Talento de Fútbol de Vietnam (en vietnamita: Trung tâm đào tạo bóng đá trẻ Việt Nam PVF   ), simplemente conocida como PVF Football Academy, es una academia de fútbol con sede en Hưng Yên.

## Historia
El Fondo de Promoción del Talento del Fútbol Vietnamita (PVF, en vietnamita: Quỹ Đầu tư và Phát triển Tài năng Bóng đá Việt Nam  ) fue fundado y aportaron capital tres miembros del Vingroup Group: Thien Tam Fund (80% de contribución); PVF Investment and Trading, JSC (10%) y Vinpearl One Member Limited Company (10%). La fundación se realizó a partir de la idea del difunto Primer Ministro Vo Van Kiet con el objetivo de crear un sistema de formación de jóvenes futbolistas profesionales de nivel internacional, contribuyendo a moldear generaciones de jugadores jóvenes en el talento, la ética y la cultura para el fútbol del país.
El 4 de diciembre de 2008, PVF lanzó oficialmente y el 12 de junio de 2009 abrió el primer curso con 50 estudiantes seleccionados de todo el país con una edad de nacimiento entre 1997–1998. Desde su fundación, los equipos de la PVF han logrado grandes logros en los torneos nacionales de fútbol juvenil. A principios de 2016, PVF ha realizado siete inscripciones a nivel nacional y cuenta con 175 alumnos de 11 a 18 años en ocho clases de superdotados. En la V-League 2016, los 13 jugadores del primer curso fueron cedidos a la PVF a préstamo.
El Centro de Entrenamiento Juvenil PVF está ubicado en el distrito de Van Giang, provincia de Hung Yen, que es el centro de entrenamiento de fútbol más joven del sudeste asiático.

## Comodidades
Vingroup Group invierte en el centro de entrenamiento de fútbol PVF para construir las instalaciones más modernas en un área de casi 22 hectáreas. PVF está equipado con las primeras decoraciones temáticas de fútbol del mundo, como el sueño: El set de estudio 360s fue desarrollado por el Benfica Lab 1 de Portugal; PlayerTek: monitor de rendimiento del jugador; ciencia del deporte e instalaciones deportivas con gimnasio de 1600 m2 equipado con 66 equipos especializados; 2 extremos polares, 1 material de procesamiento de espuma bajo el agua.
PVF continúa liderando el sistema de dormitorios de 8 pisos con cafetería, sala de conferencias, biblioteca, sala de cine, gimnasio y torneos deportivos.

## Honores

### Competiciones nacionales
Torneos juveniles
- Torneo Nacional de Fútbol Sub-19 de Vietnam

 Campeón :        2015
 Subcampeón :   2017
 Tercer Lugar :  2016
- Torneo Nacional de Fútbol Sub-17 de Vietnam

 Campeón :        2014, 2015, 2017
 Subcampeón :   2013
 Tercer Lugar :  2017
- Torneo Nacional de Fútbol Sub-15 de Vietnam

 Campeón :        2012, 2013, 2017
 Subcampeón :   2014, 2015
- Torneo Nacional de Fútbol Sub-13 de Vietnam

 Campeón :        2010, 2012
 Subcampeón :   2011, 2018

## Administración
| administración           | Nombre           |
| ------------------------ | ---------------- |
| directora de la academia | Phan Thu Hương   |
| Director técnico         | Eric Abrams      |
| Subdirector Técnico      | Pascal Vaudequin |

## Patrocinadores
| Socios globales oficiales |
| ------------------------- |
| Kelme                     |
| Universidad Van Lang      |

## Relaciones con clubes
En marzo de 2016 PVF y Gamba Osaka (Japón) firmaron un acuerdo de cooperación integral en dos años. El equipo de Gamba Osaka tomará al entrenador para ayudar a PVF a entrenar a los jugadores, así como a seleccionar una serie de caras potenciales para llevar a Japón para entrenamiento avanzado o competencia para Gamba Osaka. Además, cada año, el Gamba Osaka invitará a los equipos juveniles de la PVF a Japón para competir en las competencias internacionales organizadas por este club.